# Ish al-Shuhah
'Ish al-Shuhah (tiếng Ả Rập: عش الشوحة, cũng đánh vần Ash al-Shuha hoặc Ushsh ash-Shuhah) là một ngôi làng ở phía bắc Syria nằm ở phía tây Homs thuộc tỉnh Homs. Theo Cục Thống kê Trung ương Syria, 'Ish al-Shuhah có dân số 342 trong cuộc điều tra dân số năm 2004. Cư dân của nó chủ yếu là Kitô hữu Chính thống Hy Lạp.